# Vårdlinjen
Vårdlinjen kallades en tvåårig yrkesutbildning i den svenska gymnasieskolan. Utbildningen inrättades läsåret 1971/72 och upphörde 1996 då den ersattes av det treåriga omvårdnadsprogrammet.
Intagningen på vårdlinjen under de första åren efter inrättandet på 1970-talet var 5000-6000 elever per år.

## Grenar och varianter
Vårdlinjen hade följande grenar och varianter:
- Gren för hälso- och sjukvård samt äldrevård, från årskurs 1
- Gren för barn- och ungdomsvård, från årskurs 1
  - Variant för barnsjukård, årskurs 2
- Gren för psykiatrisk vård, årskurs 2